# Симеон (митрополит Київський)
Симео́н, архієпископ Полоцький, згодом Митрополит Київський, Галицький і вієї Руси (1481–1488).
Преосвященний Симеон став єпископом Полоцьким і був возведений у сан архієпископа близько 1477 року. З 1481 року він Митрополит Київський і Галицький.
З відома польського короля православні єпископи Київської митрополії обрали собі Митрополитом Симеона, архієпископа Полоцького. Цього разу король не вимагав від нового Митрополита прийняти унію. Константинопольський Патріарх Максим затвердив Симеона і надіслав йому свого «Благословеного листа», в якому звертався не тільки до нього, але й до всіх єпископів, священиків і вірних Святої Церкви. Патріарше послання привезли два екзархи: митрополит Енейський Ніфонт і єпископ Іпанейський Феодоріт, які й звершили інтронізацію нового Митрополита разом з єпископами Київської митрополії в Новгородку (Білорусь) 1481 року.
Його обрання виявило тенденції Київської Митрополії унезалежнитися у внутрішній адміністрації від патріарха і припинило непорозуміння, пов'язані з діяльністю невизнаного попередника Симеона Митрополита Мисаїла та Спиридона, призначеного Царгородом на Київську Митрополію.
За управління Митрополією Симеона кримський хан Менглі Гірей у 1482 році, несподівано напав своєю ордою на Велике князівство Литовське, пограбував і спалив Київ, узяв велику кількість полонених, серед яких були архімандрит Києво-Печерського монастиря Феодосій Войколович і київський воєвода Іван Ходкевич з сімейством, пограбував Софійський митрополичий собор. З розграбованого кафедрального Софійського собору дві священні судини — золоті потир і дискос хан відіслав у подарунок своєму союзнику великому князю Івану III.
Митрополит Симеон керував Митрополією до 1488 року. Як говорить Супрасльський літопис він висвятив архімандрита Вассіана у сан єпископа Володимирського і Берестейського.

### Книги
- Митрополит Євгеній Болховітінов. Вибрані праці з історії Києва. К., 1995. 486 с.
- Енциклопедія українознавства : Словникова частина : [в 11 т.] / Наукове товариство імені Шевченка ; гол. ред. проф., д-р Володимир Кубійович. — Париж — Нью-Йорк : Молоде життя, 1955—1995. — ISBN 5-7707-4049-3.

### Сайти
- Митрополит Симеон (сайт УПЦ)
- http://sev-orth-univ.ucoz.ru/lektions/lek17.html